# Дистрибутивність

Візуалізація дистрибутивного закону для додатніх чисел

Дистрибутивність (розподільний закон) — властивість узгодженості двох бінарних операцій, визначених на одній множині.
На множині S бінарна операція {\displaystyle *} є дистрибутивною відносно бінарної операції {\displaystyle +}, якщо для будь-яких елементів x, y, z із S виконується:
{\displaystyle x*(y+z)=(x*y)+(x*z)} — дистрибутивність зліва
{\displaystyle (y+z)*x=(y*x)+(z*x),} — дистрибутивність справа
Якщо операція {\displaystyle *} є комутативною, то властивості дистрибутивності справа та зліва збігаються, і така операція є дистрибутивною.
Дистрибутивність присутня в багатьох алгебричних структурах де визначене додавання і множення:
комплексні числа, многочлени, матриці, кільця, поля.
В булевій алгебрі та математичній логіці операції кон'юнкції {\displaystyle \land } та диз'юнкції {\displaystyle \lor } є дистибутивними одна відносно іншої.

## Приклади
- В арифметиці — дистрибутивність множення відносно додавання:

{\displaystyle \ a\cdot (b+c)=(a\cdot b)+(a\cdot c)}
- В логіці — дистрибутивність кон'юнкції та диз'юнкції:

{\displaystyle a\land (b\lor c)\equiv (a\land b)\lor (a\land c)}
{\displaystyle a\lor (b\land c)\equiv (a\lor b)\land (a\lor c)}
дистрибутивність кон'юнкції відносно імплікації {\displaystyle \to }:
{\displaystyle a\land (b\to c)\equiv (a\land b)\to (a\land c)}
дистрибутивність диз'юнкції відносно неімплікації {\displaystyle \not \to }:
{\displaystyle a\lor (b\not \to c)\equiv (a\lor b)\not \to (a\lor c)}
дистрибутивність кон'юнкції відносно нееквівалентності {\displaystyle \not \leftrightarrow } (тобто виключної дизюнкції {\displaystyle \oplus }):
{\displaystyle a\land (b\not \leftrightarrow c)\equiv (a\land b)\not \leftrightarrow (a\land c)}
дистрибутивність диз'юнкції відносно еквівалентності:
{\displaystyle a\lor (b\leftrightarrow c)\equiv (a\lor b)\leftrightarrow (a\lor c)}
- В теорії множин — дистрибутивність об'єднання множин відносно перетину множин:

{\displaystyle A\cap (B\cup C)=(A\cap B)\cup (A\cap C)}
{\displaystyle A\cup (B\cap C)=(A\cup B)\cap (A\cup C)}
дистрибутивність перетину множин відносно симетричної різниці множин:
{\displaystyle A\cap (B\triangle C)=(A\cap B)\ \triangle \ (A\cap C)}
- Операція ділення є дистрибутивною тільки справа:

{\displaystyle (a\pm b)\div c=(a\div c)\pm (b\div c)}
{\displaystyle a\div (b\pm c)\neq (a\div b)\pm (a\div c).}

## Логіка висловлювань
Правило заміни
У стандартних правда-функціональної логіки висловлювань, два допустимих правила заміни. Правила дозволяють поширювати певні логічні зв'язки в логічні вирази в логічних доказах. Правила такі:
{\displaystyle (P\land (Q\lor R))\Leftrightarrow ((P\land Q)\lor (P\land R))}
i
{\displaystyle (P\lor (Q\land R))\Leftrightarrow ((P\lor Q)\land (P\lor R))}
Де "{\displaystyle \Leftrightarrow }" є металогічний символ представляє «можуть бути замінені на доказ з»
Істина функціональних зв'язок
Дистрибутивність є властивість деяких логічних зв'язок істини-функціональної логіки висловлювань. Такі логічні еквівалентності демонструють, що дистрибутивності є власністю зокрема зв'язувань. Нижче наведені правда-функціональної тавтології.
Розподіл спільно над поєднанні
{\displaystyle (P\land (Q\land R))\leftrightarrow ((P\land Q)\land (P\land R))}
Розподіл спільно над диз'юнкції
{\displaystyle (P\land (Q\lor R))\leftrightarrow ((P\land Q)\lor (P\land R))}
Розподіл диз'юнкції над поєднанні
{\displaystyle (P\lor (Q\land R))\leftrightarrow ((P\lor Q)\land (P\lor R))}
Розподіл диз'юнкції над диз'юнкції
{\displaystyle (P\lor (Q\lor R))\leftrightarrow ((P\lor Q)\lor (P\lor R))}
Розподіл наслідки
{\displaystyle (P\to (Q\to R))\to ((P\to Q)\to (P\to R))}
Розподіл наслідки більш еквівалентності
{\displaystyle P\to (Q\leftrightarrow R)\leftrightarrow ((P\to Q)\leftrightarrow (P\to R))}
Розподіл диз'юнкції над еквівалентності
{\displaystyle (P\lor (Q\leftrightarrow R))\leftrightarrow ((P\lor Q)\leftrightarrow (P\lor R))}
Поширення заперечення над еквівалентності
{\displaystyle \neg (P\leftrightarrow Q)\leftrightarrow (\neg P\leftrightarrow Q)}
Двомісний розподілу
{\displaystyle ((P\land Q)\lor (R\land S))\leftrightarrow (((P\lor R)\land (P\lor S))\land ((Q\lor R)\land (Q\lor S)))}
{\displaystyle ((P\lor Q)\land (R\lor S))\leftrightarrow (((P\land R)\lor (P\land S))\lor ((Q\land R)\lor (Q\land S)))}
Самостійна дистрибутивний закон слідування
{\displaystyle S\to (P\to Q)\to ((S\to P)\to (S\to Q))}

## Дистрибутивність і округлення
На практиці, розподільна властивість множення (і ділення) можуть порушуватись через обмежену точність обчислень.
Наприклад, тотожність ⅓ + ⅓ + ⅓ = (1 +1 +1) / 3 не буде виконуватись в десятковій арифметиці, бо розрахунок приведе наближених результатів:
0,33333 + 0,33333 + 0,33333 = 0,99999 ≠ 1.
Наприклад, купуючи окремо дві книги, кожна за ціною £ 14,99 з податком 17,5%, реально заощадити £ 0,01, у порівнянні з покупкою їх разом: £ 14,99 × 1,175 = £ 17,61.
2 * £ 17,61 = £ 35,22, але £ 29,98 × 1,175 = £ 35,23.

## Узагальнення дистрибутивності
У декількох математичних областях, розглядаються узагальнені закони дистрибутивності. Це може призвести до ослаблення зазначених вище умов або розширення інфінітних операцій. Особливо в теорії порядку можна знайти безліч важливих варіантів дистрибутивності, деякі з яких містять інфінітні операції, такі як нескінченний дистрибутивний закон. Це також містить у собі поняття повністю дистрибутивних ґраток.
При наявності відношення порядку, можна також послабити вище рівності замінивши = або ≤ або ≥. Застосування цього принципу є поняття суб-дистрибутивності, як описано в статті інтервальної арифметики.
У теорії категорій , якщо (S, μ, η) та (S ', μ', η ') є Монада по категорії C, дистрибутивний закон SS '→ S'. є природним перетворенням λ: SS '→ S . S така, що ( S ' , λ) , S → S і ( S , λ), S '→ S' . Це саме дані, необхідні для визначення монади структури на S S '. : множення карта S'μ μ'S ² S'λS .. , і блок карті η η'S. . Див: дистрибутивний закон між Монадами.
Узагальнений дистрибутивний закон також був запропонований в області теорії інформації.